# Brunnsvik, Motala
Brunnsvik är en stadsdel i Motala, Motala kommun, Östergötland. Området utgörs mestadels av villabebyggelse och i anslutning till området till den stora före detta Luxorfabriken.